# Terra X: Superbauten

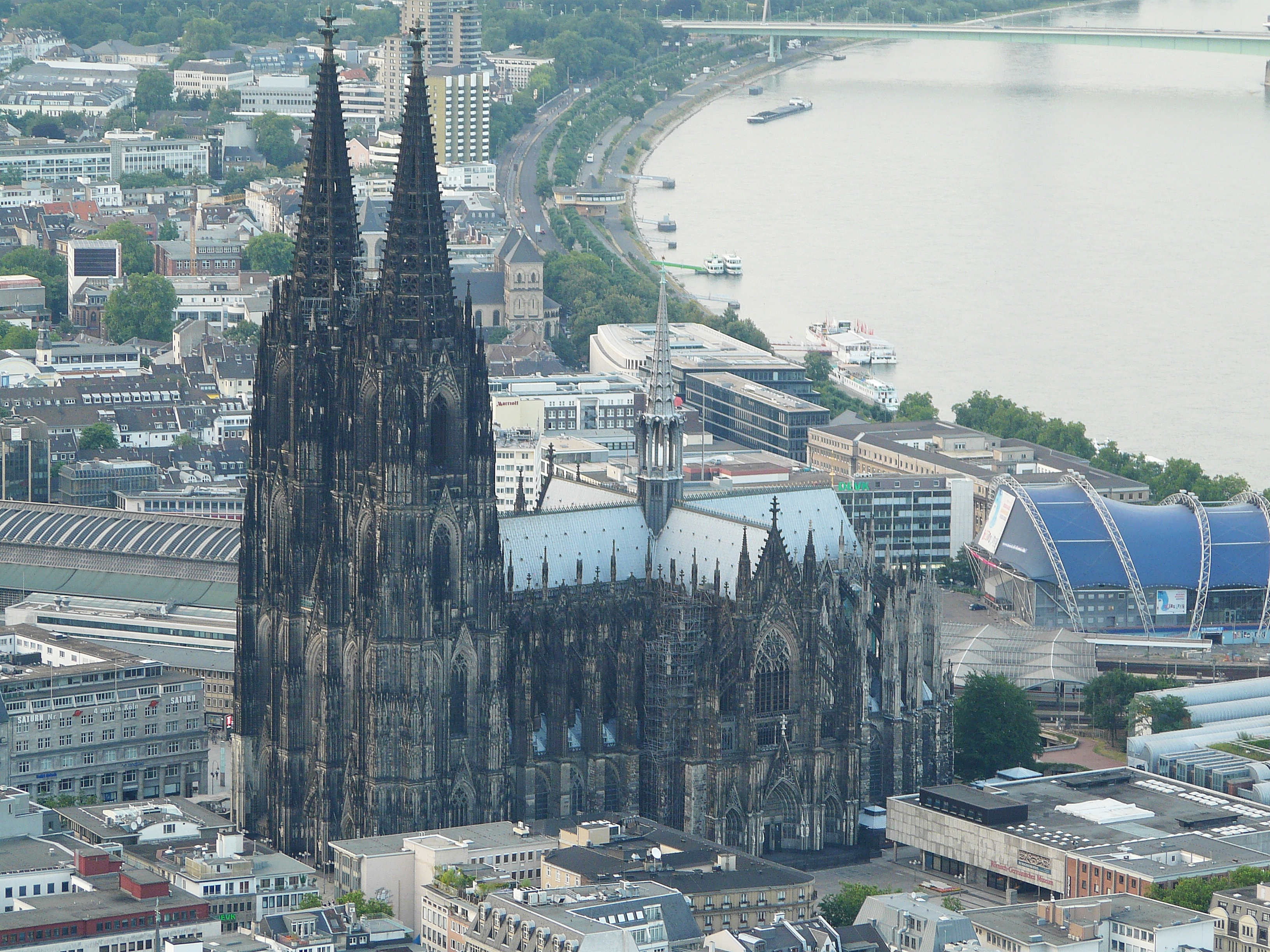
Der Kölner Dom

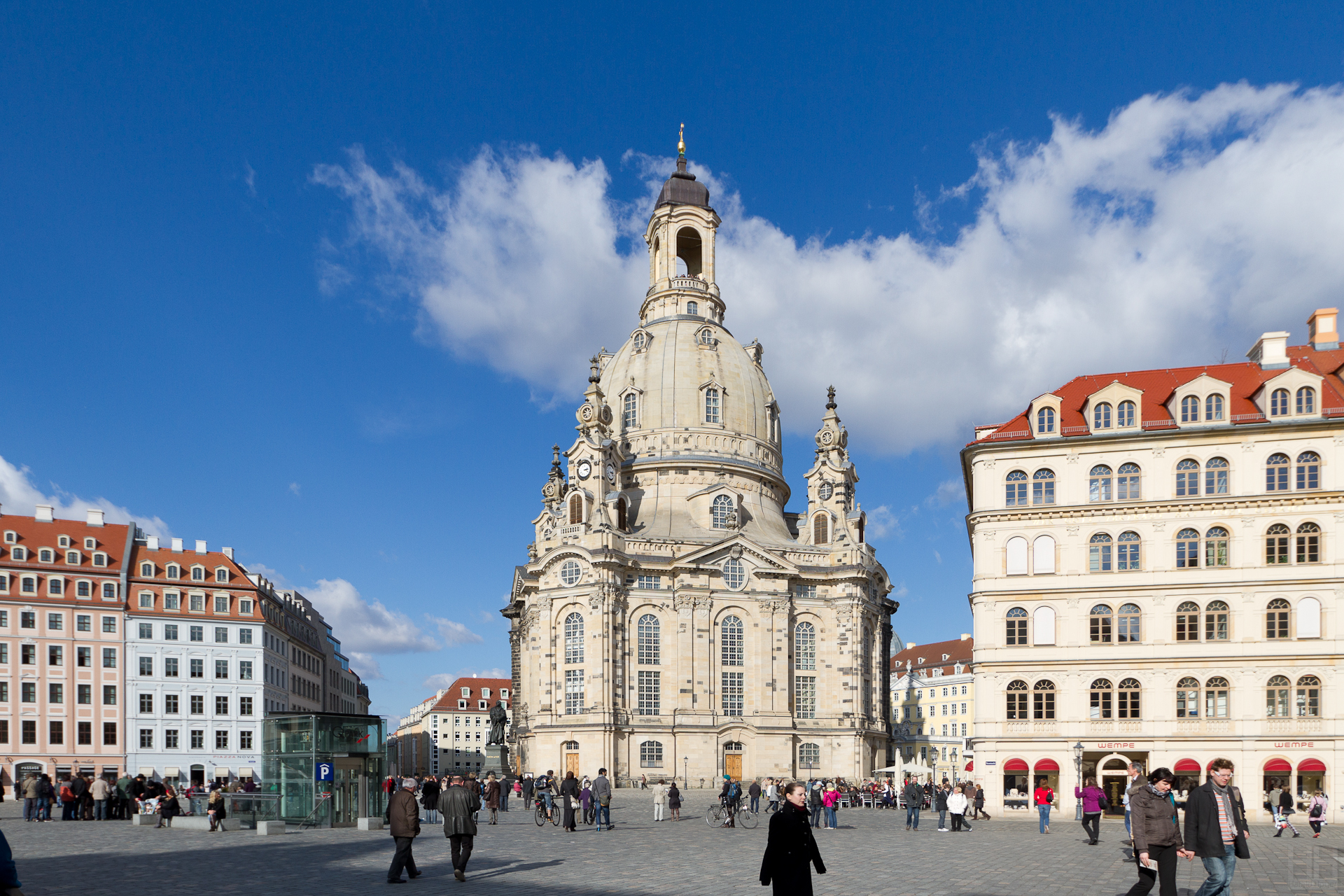
Die Dresdener Frauenkirche

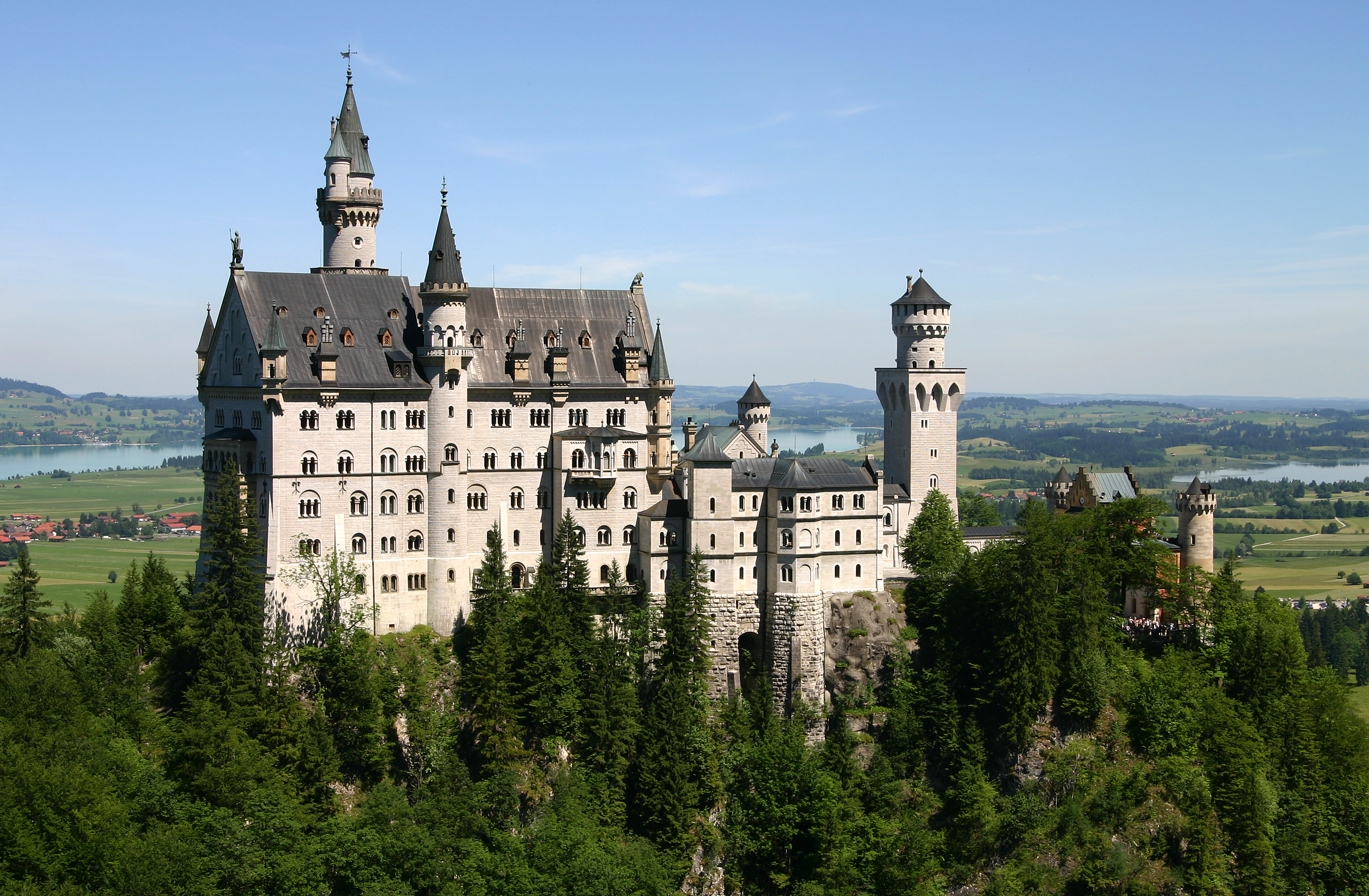
Das Schloss Neuschwanstein

Terra X: Superbauten ist eine Terra X-Dokumentationsreihe über bedeutende Bauwerke. Durch die 2010 erstmals ausgestrahlte ZDF-Reihe führen Sebastian Koch und Christian Berkel als Erzähler.
Die Reihe hatte während der ersten Staffel im Durchschnitt fünf Millionen Zuschauer und insgesamt einen Marktanteil von ca. 15 Prozent. In der Zielgruppe der 14- bis 49-Jährigen erreichte die Reihe einen Marktanteil von ca. 10 Prozent.

## Inhalt und Produktion
Die erste Staffel von Superbauten präsentiert drei bedeutende Bauwerke der deutschen Geschichte: Die Wahrzeichen und Touristenattraktionen Kölner Dom, Dresdner Frauenkirche und Schloss Neuschwanstein. Die Dokumentationen zeigen die technischen Leistungen und Innovationen und die Herausforderungen die hinter diesen Bauwerken stecken, ihre Erbauer, ihren kunsthistorischen Wert, die verwendeten technischen Hilfsmittel und ihre Entstehungsgeschichte. Die erste Staffel wurde im März 2010 ausgestrahlt. Alle Computeranimationen in der ersten Staffel wurden von der Firma Faber Courtial erstellt. 2011 folgte eine 60-minütige Zusammenfassung der ersten drei Folgen unter dem Namen Die Superbauten, die am 24. April 2011 ohne die Dachmarke Terra X ausgestrahlt wurde.
Während sich die Reihe in der ersten Staffel pro Folge je einem Gebäude aus Deutschland widmete, wird die zweite Staffel allgemeiner und zeigt einen Überblick über verschiedene weltweite Monumentalbauten aus mehreren Jahrhunderten, wie Kirchen, Tempel und Paläste. Die zweite Staffel wurde präsentiert durch Christian Berkel. Die zweite Staffel wurde vom 9. Dezember 2012 bis zum 23. Dezember 2012 im ZDF ausgestrahlt.
Die erste Staffel von Terra X: Superbauten erschien am 13. Mai 2011 auf der DVD Terra X – Volume 16.

## Episoden
| Folge     | Episodentitel             | Erstausstrahlung  |
| --------- | ------------------------- | ----------------- |
| Staffel 1 |                           |                   |
| 1         | Der Kölner Dom            | 14. März 2010     |
| 2         | Die Dresdner Frauenkirche | 21. März 2010     |
| 3         | Schloss Neuschwanstein    | 28. März 2010     |
| Staffel 2 |                           |                   |
| 4         | Wettlauf zum Himmel       | 9. Dezember 2012  |
| 5         | Säulen für die Ewigkeit   | 16. Dezember 2012 |
| 6         | Wahnsinn und Visionen     | 23. Dezember 2012 |